# کباب ترکی
دونِر کباب، دونَر کباب یا کَباب تُرکی (به ترکی استانبولی: Döner kebab)، نوعی کباب است که با بریدن گوشتی (گوشت گوسفند، گوساله، بوقلمون، مرغ و...) که در دور آتش به حالت عمودی در حال گشتن است به دست می‌آید.
دونر به ترکی یعنی چرخنده و چرخان؛ و گاهی پس از سرو با روغن حیوانی یا کرهٔ حیوانی در ظرف‌های پرسی استفاده می‌شود. این غذا در کشورهای خاورمیانه طرفداران بسیاری دارد.

## در سراسر جهان

### آلمان
کباب ترکی از محبوب‌ترین غذاهای فوری در آلمان است. این غذا از دهه ۱۹۷۰ میلادی و توسط مهاجرانی از ترکیه در آلمان معرفی شد. در حال حاضر بیش از ۱۵۰۰۰ مرکز عرضه کباب ترکی در آلمان روزانه در حدود ۴۰۰ تن از این غذا را به فروش می‌رسانند. قیمت هر وعده کباب ترکی معمولی در آلمان در حدود ۵ تا ۸ یورو می‌باشد. هم‌اکنون (دسامبر ۲۰۲۴)، دعوایی حقوقی میان آلمان و ترکیه، بر سر ثبت تجاری نام کباب دنر یا ترکی، در جریان است. کباب ترکی با دستگا های صنعتی با نام دستگاه کباب ترکی یا دونر کباب که از جنس استیل ضد زنگ 304 هستند، پخته و ارائه می شوند. این دستگاه که به صورت ترکیبی با برق و گاز کار می کند، از موتور صنعتی، شعله های سرامیکی و یک سینی جهت مخلوط کردن مواد با گوشت پخته شده تشکیل شده است.

## نگارخانه

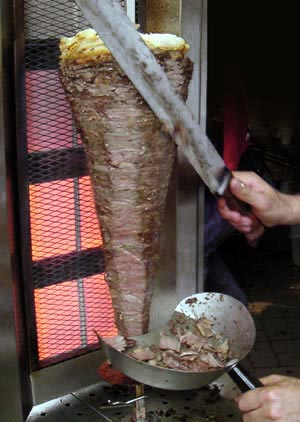
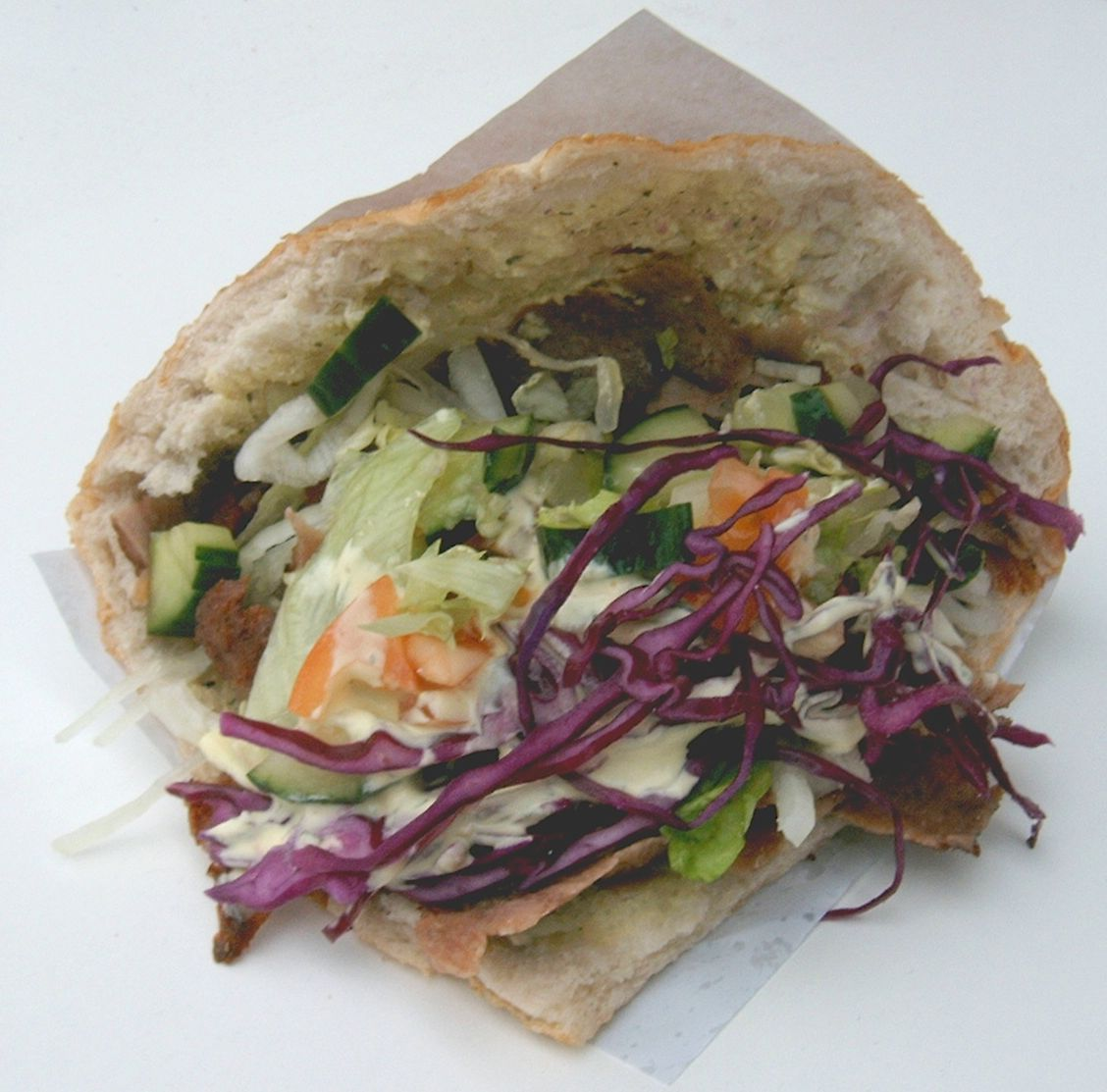
شیوهٔ متداول سرو دونر کباب در آلمان
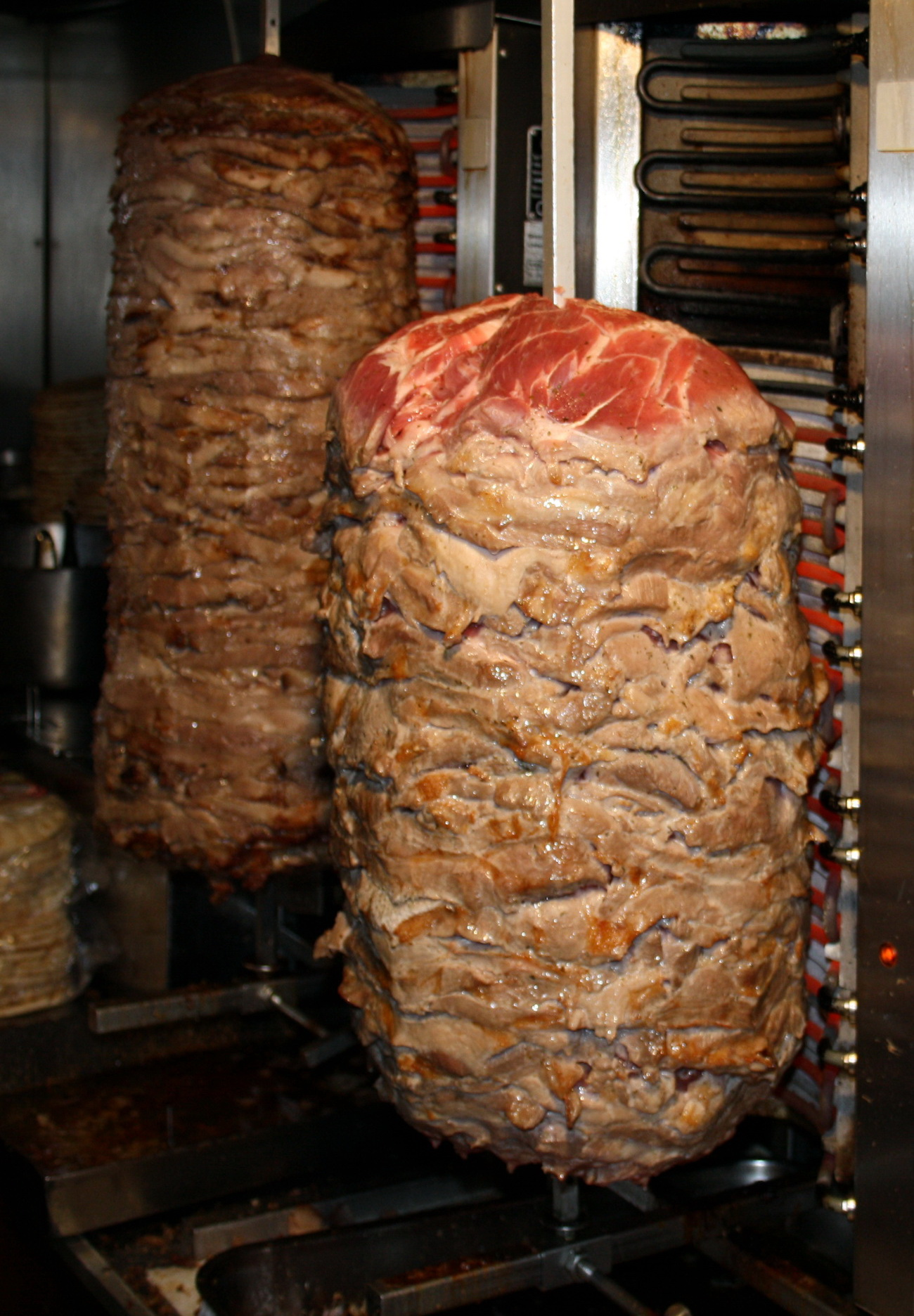
کباب ترکی بر روی پایه گردان
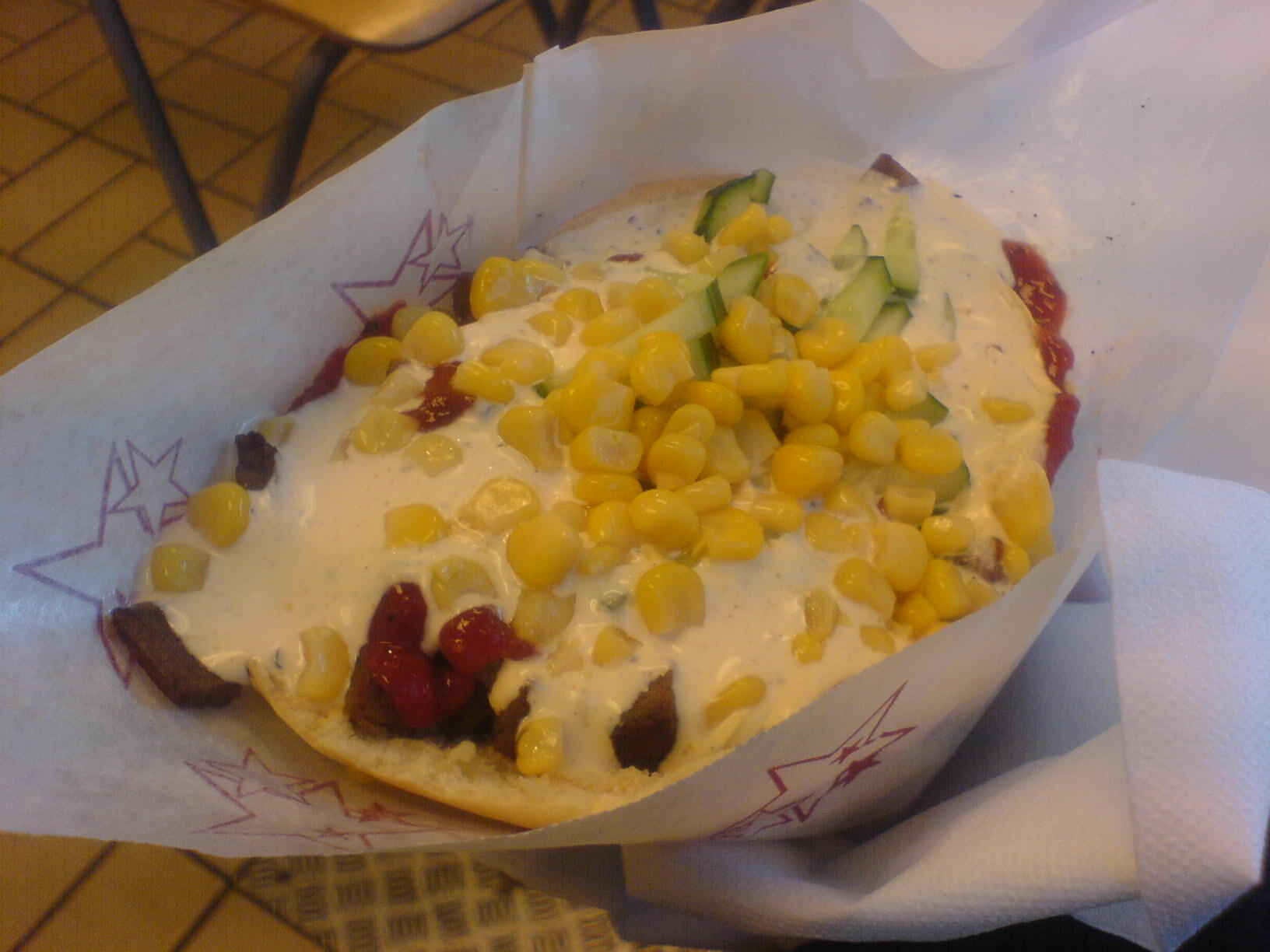
شیوه متداول سرو کباب ترکی در نروژ
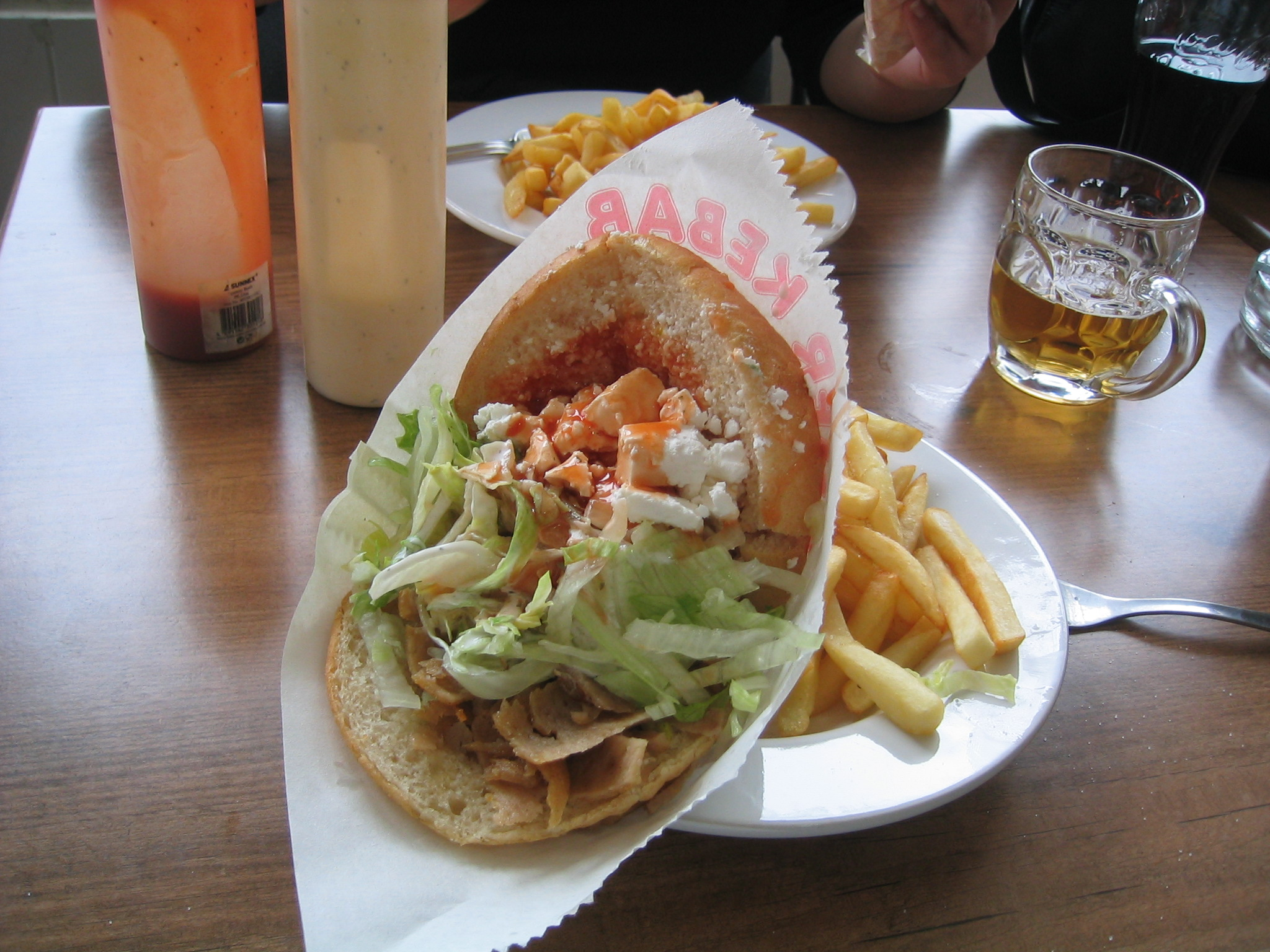
کباب ترکی همراه با پنیر و سیب‌زمینی سرخ کرده در مادرید، اسپانیا
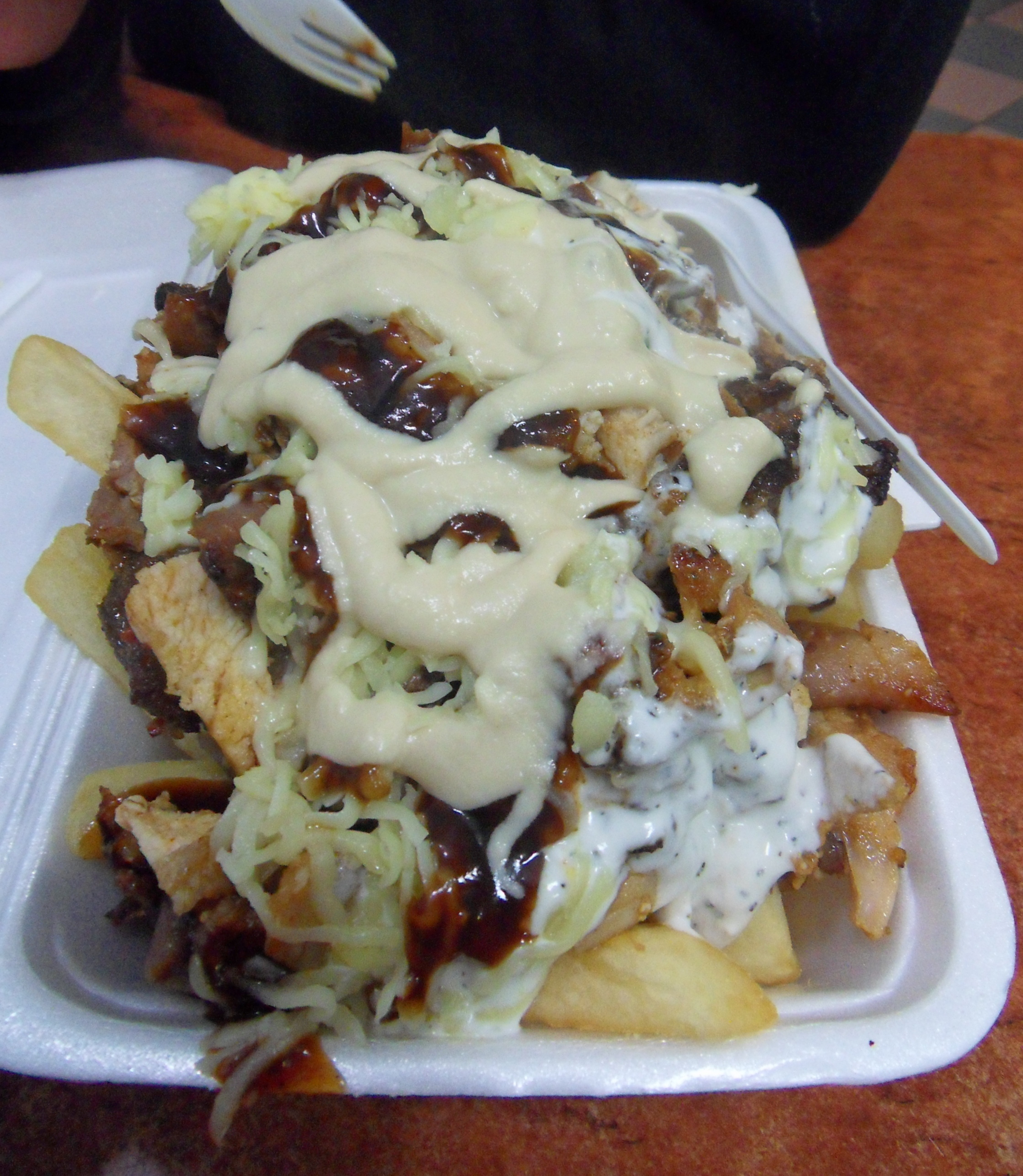
یک پرس کباب ترکی در سیدنی، استرالیا
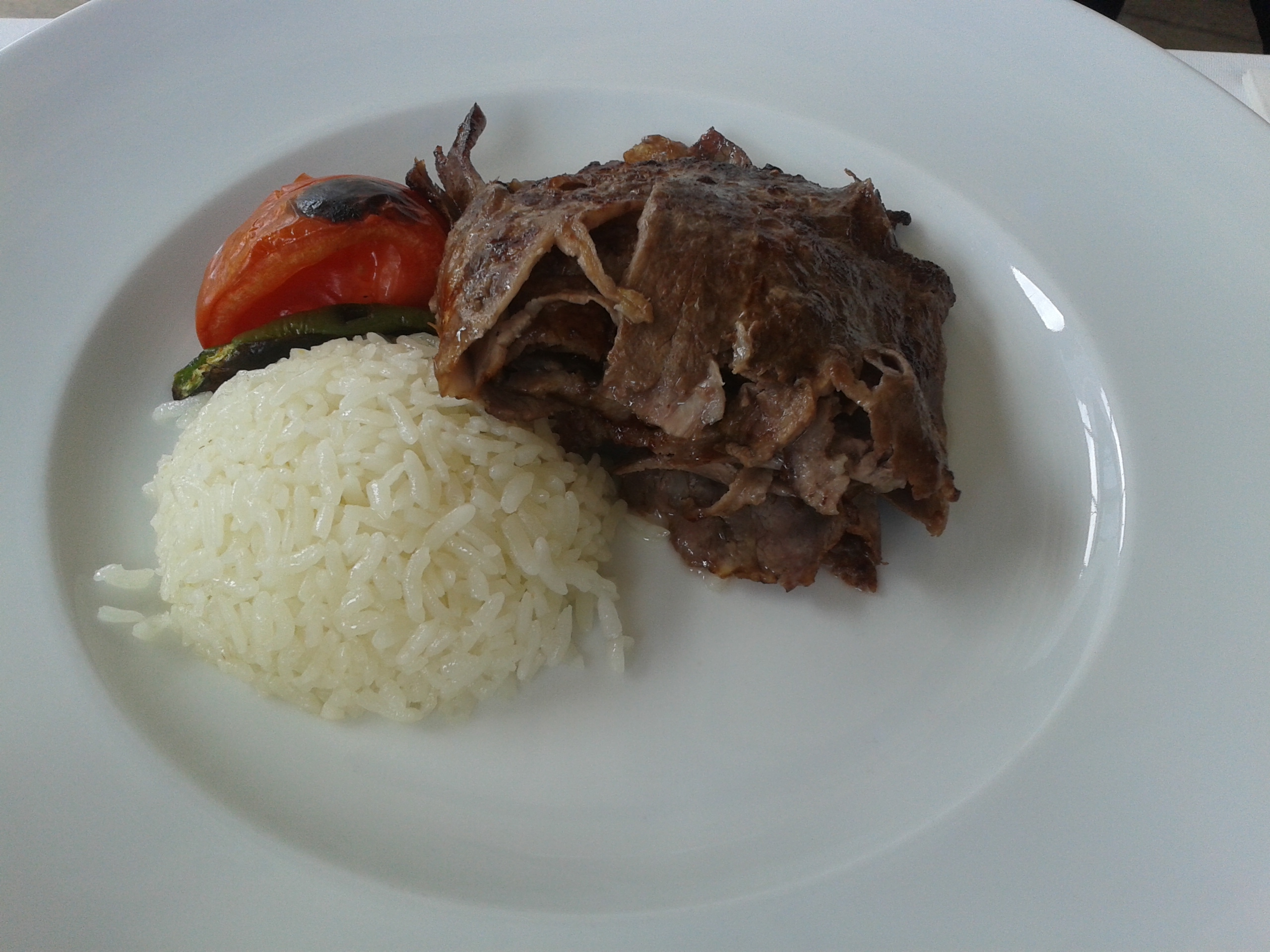
کباب ترکی با برنج در رستوران های آنکارا